# 同期方式
電気通信における同期方式（どうきほうしき）とは、送信元と受信先との間で通信を行う際に情報の区切りをあわせるために用いられる方式である。

## デジタル端末機器の同期

### ビット単位の同期
情報の最小単位であるビット列を確実に識別するために用いられるものである。

#### 同期式
別々の信号線で送信されたデータ信号と同期信号を利用し同期を行うものである。受信側に基準クロックは必要ない。同期方式、クロック同期式ともいう。SYNC（Synchronousの略）と呼ぶ場合もある。確実で高速な伝送が可能であるが高価である。

#### 調歩同期式
「調歩同期」という名前だが、非同期方式である。「同期」の語を使わず「調歩式」とか「調歩式非同期」などと呼ばれることもある。無情報の時はストップビットを連続で送出しておく。情報送信の前には、スタートビットを1ビット送出し、その後に情報（通常、7ビットか8ビットすなわち1文字分。パリティビットを含むこともある）を送出する。情報送出後、ストップビット（1,1.5,2ビット等の種類あり）を送出する。文字を送り続ける場合は、スタートビット+1文字分の情報+ストップビットを繰り返す。送る文字が無くなれば、ストップビットを連続で送出しておく。同じ1ビットの周期で送信側と受信側とが「調歩」するため、受信側にも基準クロックが要る。非同期と言われるが、スタートビットとストップビットで1文字ずつ同期を取っているわけである。1文字分の情報につき、常にスタートビット・ストップビットが付くので送信速度が遅くなるが安価である。機械式のテレタイプ端末の場合、スタートビット1・ストップビット1.5が用いられた。現在のモデムなどの端末インターフェースではスタートビット1・ストップビット1が用いられる。

### ブロック単位の同期
伝送情報のブロックを確実に識別するために用いられるものである。

#### キャラクタ同期
文字コードの区切りを識別するために用いられるものである。ベーシック手順の場合、SYN (ASCIIで 001 0110)を転送文字列の前後に付加することで同期を行う。確実に同期をとるためにはSYNを複数個続けて送り, 受信側ではSYN符号を受け取った以降のビットを8ビット単位で区切ることによって文字として認識する.

#### フラグ同期
文字コードではない一般的なビット列での同期を取るために用いられる。High-Level Data Link Control (HDLC) の場合、0111 1110が伝送ビット列の前後に送出される（これをフラグシーケンスあるいはフラグという）。また、送信時伝送ビット列で5ビット以上'1'が連続した場合、フラグとの誤認を防止するため1ビットの'0'が挿入される。受信時には逆に5ビットの'1'が連続した場合、続く'0'を除去する。フラグシーケンスが伝送ブロックの最初と最後の位置を示すので, キャラクタの区切りとは無関係に可変長のデータを送受信することができ, キャラクタ同期よりも伝送効率が良い.

## デジタル通信網の同期
デジタル通信網の場合、全ての交換機が同じクロックで同期動作を行うと時分割多重化が能率的に行える。また、より高速な伝送を行うためにはより正確な同期が求められる。そのために種々の方式が用いられる。

### 独立同期方式
個々の局に精度と信頼性の非常に高い固定周波数の発振器を設置し、基準クロックとするものである。同期クロックの配分の困難な国際通信に主に用いられている。

### 従属同期方式
主局に精度と信頼性の非常に高い固定周波数の発信器を設置しておき、それを網同期網で従局に配分する方式である。常にクロックを配分する必要のある強結合方式では予備の網同期網や発信器を準備しておく。弱結合方式では一定の期間クロック配分が無くても動作できるよう、従局に主局のクロックに同期するように調整された可変発信器を装備する。主に、国内通信に用いられている。

### 相互同期方式
各局が可変周波数の発信器と網同期網で互いに同期をとる方式である。